# Bursera brunea
Bursera brunea là một loài thực vật có hoa trong họ Burseraceae. Loài này được (Urb.) Urb. & Ekman mô tả khoa học đầu tiên năm 1929.